# Dans les forêts
Dans les forêts (en russe : В леса́х) est un roman de Pavel Melnikov-Petcherski. Il est publié par Mikhaïl Katkov dans la revue Le Messager russe de Mikhaïl Katkov, dans les années 1871-1874. Avec le roman Sur les montagnes (1875-1881), il forme un diptyque, qui est, à sa manière, une encyclopédie du mode de vie des vieux-croyants. Habituellement, les deux titres sont publiés en deux volumes. Dans les critiques russes, on leur donne le nom de Dilogia.

## Sujet
Dans les forêts est un point de vue panoramique, à l'échelle d'une épopée sur la vie des vieux-croyants dans les territoires de la Trans-Volga au milieu du XIXe siècle. C'est aussi le récit du millionnaire Patap Maximytch Tchapourine et de plusieurs familles marchandes au cours de la première décennie qui ont suivi la réforme de l'Église orthodoxe russe. La vie dans le skite de Komarovski et les pèlerinages à Kitej font l'objet de longues descriptions. Parmi les descriptions d'évènements, on trouve le concile des vieux-croyants organisé à Komarov à l'initiative de l'higoumène Manefa en vue de résoudre la question de l'adhésion des populations de la région de la rivière Kerjenets à l'église orthodoxe vieille-ritualiste russe.

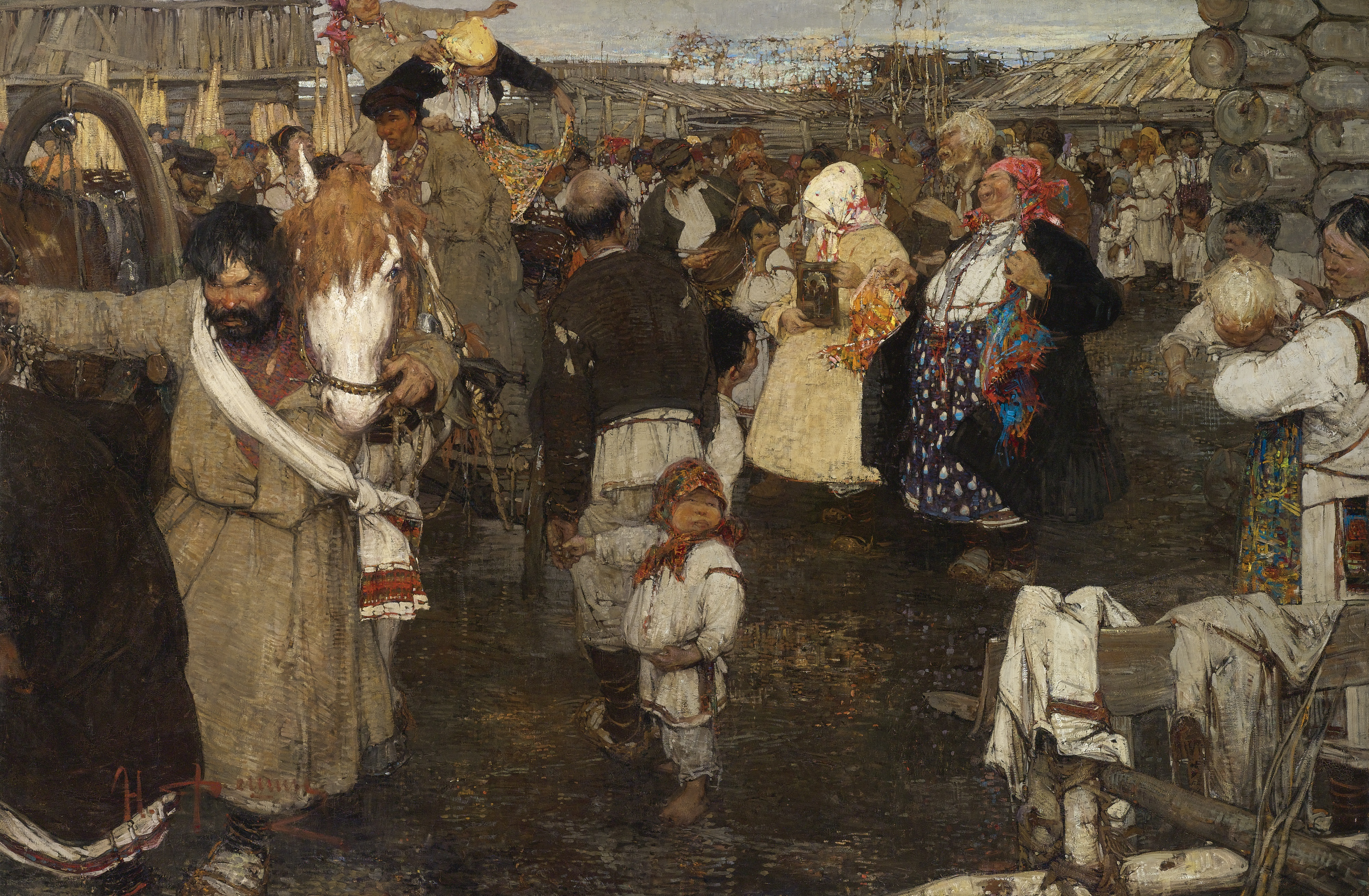
Mariage chez les Tchérémisses par Nikolaï Fechine (1908). Description des rites de mariage par rapt dans les régions de Trans-Volga

## Langue
Les contemporains de l'ouvrage, et en particulier les slavophiles, l'ont apprécié pour sa langue vernaculaire colorée et sa profonde immersion dans le folklore russe. Même dans les cercles aristocratiques l'ouvrage était apprécié, si bien qu'en 1875, une édition particulière a été dédiée au tsarévitch Nicolas Alexandrovitch. Parmi les écrivains chez lesquels il est question de ce diptyque, il faut citer Vladimir Korolenko et Pavel Bajov.

## Illustrations
Le peintre symboliste Mikhaïl Nesterov a illustré ces romans par des tableaux parmi lesquels Dans les forêts, Sur la montagne (et encore Conte de fées, Le Rossignol chante et Au delà de la Volga). Vladimir Belski (it), a écrit le livret de l'opéra La Légende de la ville invisible de Kitège et de la demoiselle Fevronia et le compositeur Rimsky-Korsakov a utilisé Dans les forêts comme source d'inspiration pour sa musique.
Selon la traductrice Sylvie Luneau, l'original est illustré des dessins de Piotr Boklevski qui a mis dix-sept ans à composer sur place, dans la Trans-Volga, une série de portraits des personnages du roman.

## Critiques
Melnikov publie Dans les forêts à son compte en 1875. C'est un immense succès. L'année suivante, le ministre de l'Instruction Publique, déplorant l'appauvrissement de la langue russe, propose de tirer du livre de Malnikov une chrestomathie à l'usage des enfants des écoles. La guerre avec la Turquie en 1877 mit fin à ce projet.
Dmitri Bykov caractérise Dans les forêts comme le prototype de la fantasy, une expérience novatrice de création d'un mythe national sur les vieux-croyants avec des intonations du conte russe,. Toutefois, le lecteur contemporain peut repousser des ouvrages de Melnikov cet aspect de conte fantastique et de personnages de byline et s'intéresser au développement lent de l'action des récits, à leur coloration ethnographique spécifique, à l'idéalisation archaïque des descriptions de Melnikov, à la vie patriarcale des vieux-croyants et au domostroï des familles anciennes.
Le critique italien Ettore Lo Gatto considère cet ouvrage et le second du diptyque, Sur la montagne, plus comme des galeries de personnages et de descriptions de milieux que des romans. Leur caractéristique propre est l'attention accordée au problème religieux, aux sectes. L'auteur connaissait aussi, écrit Lo Gatto, mieux que personne les légendes et les chants populaires « dans le sillage déjà lointain mais toujours vivant de Vladimir Dahl ».